# 山本眞一
山本 眞一（山本真一、やまもと　しんいち、1949年1月26日-　）は、日本の教育学者。筑波大学名誉教授・広島大学名誉教授、桜美林大学名誉教授。
大阪府生まれ。1972年東京大学法学部卒業、文部省入省。高等教育局、初等中等教育局、1979年筑波大学大学院修士課程修了。1989年埼玉大学政策科学研究科助教授。1992年筑波大学助教授（教育学系・大学研究センター担当）。1996年「学術研究システムから見た大学院に関する研究-高度化と大衆化の中での大学院の成長条件の分析」で筑波大学より博士 (教育学)学位を取得、同年教授、大学研究センター長。2006年広島大学教授、07年同高等教育研究開発センター長。2012年桜美林大学大学院大学アドミニストレーション研究科教授。2007年より2年間日本高等教育学会会長をつとめる。 2012年研究・技術計画学会（現　研究・イノベーション学会）会長。

## 著書
- 『大学の構造転換と戦略』ジアース教育新社 2002
- 『大学の構造転換と戦略 pt.2』ジアース教育新社 2003
- 『知識社会と大学経営』ジアース教育新社 2006
- 『転換期の高等教育 より良い大学づくりのために』ジアース教育新社 2008
- 『大学事務職員のための高等教育システム論 より良い大学経営専門職となるために（新版）』東信堂 2012
- 『質保証時代の高等教育〈上〉経営・政策編』ジアース教育新社 2013.7[3]
- 『質保証時代の高等教育〈下〉教育・研究編』ジアース教育新社 2013.9

### 共編著
- 『大学改革の現在』有本章共編著 東信堂 講座「21世紀の大学・高等教育を考える」 2003
- 『SD (スタッフ・ディベロップメント) が変える大学の未来 大学事務職員から大学経営人材へ 筑波大学大学研究センター短期集中公開研究会より』編 文葉社 2004
- 『SD (スタッフ・ディベロップメント) が育てる大学経営人材 大学冬の時代、大学職員は何をすればよいのか? 筑波大学大学研究センター短期集中公開研究会より』編 文葉社 2004
- 『新時代の大学経営人材 アドミニストレーター養成を考える』村上義紀,野田邦弘共編著 ジアース教育新社 2005
- 『SDが支える強い大学づくり 大学職員は何を学び、それをどう生かすか? 筑波大学大学研究センター短期集中公開研究会より』編 文葉社 2006
- 『大学のマネジメント 政策経営プログラム』田中義郎共編著 放送大学教育振興会 2008
- 『大学マネジメント論』田中義郎共著 放送大学教育振興会 2014